# Hermann Meier (Komponist)
Hermann Meier (* 29. Mai 1906 in Selzach; † 19. August 2002 in Zullwil) war ein Schweizer Komponist. 

## Leben
Hermann Meier erhielt zwar Klavier- und Orgelunterricht und bildete sich an der Musikakademie Basel in den theoretischen Fächern weiter. Eine Musikerlaufbahn schlug er dennoch nicht ein. Stattdessen wurde er Lehrer. Er war 47 Jahre lang in Zullwil (Solothurn) als Dorfschullehrer tätig. Neben seiner Berufstätigkeit, Meier hatte eine siebenköpfige Familie zu ernähren, widmete er sich zeitlebens der Komposition und trat im Schwarzbubenland musikalisch als Dirigent von Dorfchören in Erscheinung. Regelmässig besuchte er das nahe Basel und kam dort mit den Werken Arnold Schönbergs, Anton Weberns und anderen in Kontakt. Er nahm Kompositionsunterricht bei Wladimir Vogel und René Leibowitz.
1948 fand auf Veranlassung Wladimir Vogels in Orselina ein Vorbereitungstreffen zu einem «Dodekaphonischen Kongress» statt, bei dem Meier unter anderem auf Luigi Dallapiccola, Gian Francesco Malipiero, Karl Amadeus Hartmann, Rolf Liebermann und Erich Schmid traf. 
Trotz intensiver Bemühungen konnte Meier nach heutigem Forschungsstand bis ins Alter von 70 Jahren nur drei Aufführungen seiner Werke erleben, allesamt bei den Hausmusikabenden für Zeitgenössische Musik des Berner Ehepaares Hermann und Irène Gattiker. Eine Erklärung liefert die Neuartigkeit seines Werkes, so erkundete er früh Kompositionstechniken und nahm ästhetische Positionen ein, wie kaum jemand sonst in der Schweiz. Vermutlich noch vor Jacques Wildberger und damit als erster Schweizer Komponist erkundete er serielle und punktuelle Techniken, arbeitete zeitgleich wie Iannis Xenakis oder György Ligeti an Klangflächen und schrieb Mitte der 1950er Jahre sehr reduzierte Partituren voller Pausen. Seit Mitte der 50er Jahre arbeitete Meier mit grafischen Plänen, die er in Anlehnung an den von ihm verehrten Maler Piet Mondrian Mondriane nannte.
1975 konnte Meier am renommierten Experimentalstudio der Heinrich-Strobel-Stiftung die Komposition Klangschichten realisieren. Für diese Komposition erhielt er 1976 einen Werkpreis des Kantons Solothurn, die einzige offizielle Ehrung zu Lebzeiten.
Der Komponist Urs Peter Schneider wurde zum ersten Interpreten, der sich mit Vehemenz für Meier einsetzte. Mitte der 1980er Jahre brachte das Ensemble Neue Horizonte Bern unter Leitung Schneiders verschiedene Stücke Meiers zur Uraufführung. Dominik Blum, ein Schüler Schneiders, veröffentlichte 2001 in der Edition Wandelweiser die erste CD mit Werken von Hermann Meier. Hermann Meier starb 2002 in Zullwil. Erst postum mehren sich die Anzeichen für eine Wiederentdeckung Meiers. 2009 wurde sein Nachlass in die Paul Sacher Stiftung aufgenommen, der aart-verlag Zürich startete mit einer Gesamtausgabe seiner Werke und 2010 brachte die Basel Sinfonietta auf Initiative des Komponisten Marc Kilchenmann erstmals zwei seiner 28 Orchesterwerke zur Uraufführung. Bei den Donaueschinger Musiktagen 2018 erlebte das 1965 entstandene, damals vom SWF abgelehnte Stück für großes Orchester und Klavier vierhändig HMV 62 seine späte Uraufführung mit dem SWR Symphonieorchester unter Leitung von Peter Rundel. Zudem erschienen in der Fachzeitschrift dissonanz-dissonance und der Schweizer Musikzeitung Beiträge zu Hermann Meier.

## Rezeption
Zu Lebzeiten kaum gespielt, beginnt in den letzten Jahren eine Wiederentdeckung des Komponisten. So gross, teilweise entrüstet die Ablehnung in den 1940er Jahren, so zustimmend sind nun die aktuellen Kritiken:
„Er dürfte die Dreissig um einiges überschritten haben, und doch kennt ihn niemand, ist er für niemand ein <Begriff>. Aber so wie sein Kopf den Künstler (oder allenfalls Denker) nicht zu verleugnen vermöchte, so seine Komposition nicht den Musiker. Obwohl sie manch Ungegorenes enthält, obwohl sie ein wenig linkisch geschrieben und etwas abrupt geformt ist. Von den vier Aufgeführten ist Meier der kühnste, rücksichtsloseste und doch auch wieder poetischste. Er mutet sich und den Hörern – und nicht zuletzt den Musikern am meisten zu. Wenn die sonst so disziplinierten Mitglieder des Tonhalleorchesters am Schluss in ein Gelächter ausbrachen, und einer gar pfiff, so haben sie dafür den einzigen Tadel an diesem aufregenden Arbeitshalbtag verdient. Gerade sie hätten aus Beispielen aus der Vergangenheit wissen sollen, dass Werken von ihren zeitgenössischen Vermittlern gleiches geschah, die sie, die Interpreten von heute, als Meisterwerke mit höchster Hingabe vortragen.“
„Die Veranstaltung, die den Beteiligten harte Pflichten auferlegte und sicher auch dem geduldig ausharrenden Dirigenten kein einhelliges Vergnügen bereitete, nahm ein unrühmliches Ende mit der mühseligen Durchpflügung eines chaotischen Symphoniesatzes von Hermann Meier, an dem das Orchester herumhackte, zu seinem eigenen Entsetzen und dem der glücklicherweise nur wenigen Zuhörer. Dass die Tonhallemusiker in unmissverständlicher Weise gegen solche Zumutungen protestierten, war nur allzu begreiflich.“
„Der Komponist Hermann Meier gehört der Generation von Olivier Messiaen an, ist rund zwanzig Jahre älter als Stockhausen, Goeyvaerts, Boulez oder Barraqué und schrieb in den fünfziger und sechziger Jahren eine Musik, die man heute rückblickend als ebenbürtig neben das Schaffen der vier Letztgenannten stellen muss.“
„‚Dodekafonist, Serialist, Avantgardist‘ – diese knappe Charakterisierung Meiers durch den Winterthurer Pianisten Dominik Blum benennt implizit bereits wesentliche Gründe für Meiers lebenslanges Aussenseitertum und seine Isolation innerhalb der Schweizer Tonkünstlerszene. Meier (…) fühlte sich zu neuen Kompositionstechniken bereits hingezogen, als dieselben beim Gros der eidgenössischen Komponistengilde noch Gänsehaut zu verursachen pflegten und Proteste provozierten. (…) Ab 1952 erprobte er serielle Techniken im erweiterten Sinn, wie sie gleichzeitig auch im Umfeld der Darmstädter Kurse entwickelt wurden.“
„Hermann Meier kann kompositorisch nicht als Vertreter seiner eigenen Generation betrachtet werden, eher ist er den etwa zwanzig Jahre Jüngeren (Boulez, Stockhausen) zuzurechnen. Meier ist deshalb der mit Abstand älteste Vertreter der Nachkriegsavantgarde. Sehr früh erkundete er serielle und punktuelle Techniken, schuf bereits in den fünfziger Jahren Clusterkompositionen und wandte sich in den siebziger Jahren der Geräuschkomposition und der elektronischen Musik zu. In der Abgeschiedenheit des Schwarzbubenlandes schuf er während Jahrzehnten ein geradezu erschütternd innovatives Werk, welches hierzulande seinesgleichen sucht.“
„Sage und schreibe 28 Orchesterwerke entstanden zwischen 1950 und 1970. Sie offenbaren einen objektiven, klar denkenden Komponisten. Sehr auffällig, wie Meier in oft unvermittelten Blöcken denkt und wie er sich distanziert von traditionellen thematischen Entwicklungen. Flächige Passagen, durchaus ausgestattet mit tonalen Elementen und Wiederholungen. Mit anderen Worten: strenge Konstruktion, gepaart mit Freiheit.“
„Hermann Meier lebte als Primarlehrer im solothurnischen Zullwil und fabrizierte in seiner Freizeit Partituren von einer Radikalität, die staunen macht. Seine Orchesterstücke sind Werke von blockhafter Wucht und motorischer Energie, irgendwo zwischen Varèse und Penderecki und doch anders, als alles andere.“
„Der Schweizer Komponist Hermann Meier (1906–1992) [sic!] hat – unfreiwillig – im Verborgenen ein Œuvre geschaffen, das seinesgleichen sucht. Die Konsequenz, mit der Meier das Stück für grosses Orchester 1960 baut, ist für die Zeit um 1960 einzigartig, die Radikalität beeindruckt. … Eine grandiose Musik.“

## Werkverzeichnis
Klavier solo
- Klavierstück (1937) HMV 3: Marcia - Intermezzo - Scherzo
- Klavierstück (1937) HMV 4: Allegro con fuoco - Andante - Molto Vivace - Adagio - Allegro
- Variationen und Fuge für Klavier (nicht datiert) HMV 6
- Sonatine für Klavier (nicht datiert) HMV 7
- Präludium für Klavier (1942) HMV 8: Passacaglia
- Klavierstück (1945) HMV 9: Adagio - Allegro non troppo - Allegro molto
- Klavierstück Losone (1945) HMV 10
- Sechs Klavierstücke (1946) HMV 13
- Klavierstück (1947) HMV 16
- Sonate für Klavier (1948–49) HMV 24
- Klaviervariationen für Hermann Gattiker (1951–52) HMV 27
- Zwei Klavierstücke für Lilo Mathys (1955–56) HMV 36
- Klavierstück (1956) HMV 37
- Klavierstück (1957) HMV 39
- Klavierstück (1957) HMV 40
- Kleine Elegie für Klavier für Gaby Stebler (1968) HMV 69
- Klavierstück für Charles Dobler (1968) HMV 70
- Klavierstück für Urs Peter Schneider (1987) HMV 99

Zwei Klaviere und Klavier vierhändig
- Stück für zwei Klaviere (1958) HMV 44
- Dreizehn Stücke für zwei Klaviere (1959) HMV 45
- Komposition für zwei Klaviere (1959) HMV 46
- Stück für zwei Klaviere (1959) HMV 47
- Stück für Klavier vierhändig (1960) HMV 51
- Stück für zwei Klaviere für Paul Baumgartner (1963) HMV 58
- Stück für zwei Klaviere (1963) HMV 59
- Stück für zwei Klaviere oder Klavier vierhändig (1964–65) HMV 61
- Stück für zwei Klaviere für Helena Stebler (1965) HMV 63
- Stück für zwei Klaviere (1965) HMV 64
- Stück für zwei Klaviere (1983–84) HMV 94

Drei und mehr Tasteninstrumente
- Stück für drei Klaviere vierhändig (1967) HMV 67
- Stück für Klavier, Cembalo und elektrische Orgel (1968–69) HMV 72
- Stück für zwei Klaviere, zwei elektrische Orgeln und zwei Cembali (1969) HMV 73
- Sechs Stücke für Tasteninstrumente (1970) HMV 74
- Klangflächengefüge oder Wandmusik für Hans Oesch (1970–71) HMV 75 Stück für zwei Klaviere (I vierhändig), zwei Cembali und elektrische Orgel
- Stück für zwei Klaviere, zwei elektrische Orgeln und zwei Cembali je vierhändig (1971–72) HMV 76
- Stück für zwei Klaviere, zwei Cembali und zwei elektrische Orgeln (1973) HMV 77
- Stück für zwei Klaviere, zwei Cembali und zwei elektrische Orgeln (1973) HMV 78
- Stück für drei Klaviere (1984) HMV 95
- Elektronische Studie für drei Klaviere (1984) HMV 96
- Grosse Wand ohne Bilder für Klavier, Cembalo und elektrische Orgel je vierhändig (1988–89) HMV 100

Lieder
- Sieben Lieder für Singstimme und Klavier (1946) HMV 14
  - Der Dichter (Hermann Hesse)
  - Ich warte (Margrit Oesch)
  - Die Sünderin (Margrit Oesch)
  - Pilgerweg (Klara Messerli)
  - Es war ja nicht (Armgard Bresges)
  - Nachtwachen 1 (Stefan George)
  - Ein Tag genügt manchmal (Margrit Oesch)
- Blaue Stunde für Singstimme und Klavier (1952) HMV 28 [nach Gottfried Benn]
- Drei Lieder für Singstimme und Klavier (1946/1955) HMV 33
  - Ein Tag genügt manchmal (Margrit Oesch)
  - Ich warte (Margrit Oesch)
  - Der Stern des Bundes (Stefan George)

Kammermusik
- Stück für zwei Violinen (nicht datiert) HMV 1
- Stück für Violine solo (nicht datiert) HMV 2
- Streichtrio (nicht datiert) HMV 5
- Trio für Flöte, Klarinette und Fagott (1945–46) HMV 11
- Streichquartett Nr. 1 (1945–46) HMV 12
- Drei Stücke für Violine und Klavier (1946) HMV 15
- Klavierquartett (1947) HMV 17
- Streichquartett Nr. 2 (1947) HMV 18
- Vier Kanons für drei Streicher (1947) HMV 19
- Invention für Violine solo (1947) HMV 20
- Trio für Flöte, Oboe und Klarinette (1948) HMV 22
- Stück für vier Posaunen (1952) HMV 29
- Stück für zwei Klaviere vierhändig und Schlagzeug (1963) HMV 57
- Quintett für Piccolo, Oboe, Horn, Bassklarinette und Kontrafagott (1989) HMV 101

Orchesterwerke
- Sinfonie Nr. 1 (1948) HMV 21
- Sinfonie Nr. 2 (1948–49) HMV 23
- Orchesterstück Nr. 1 (1950) HMV 25
- Orchesterstück Nr. 2 (1951) HMV 26
- Orchesterstück Nr. 3 (1952–53) HMV 30
- Orchesterstück (1953), Hommage à Hans Arp HMV 31
- Orchesterstück (1954) HMV 32
- Orchesterstück Nr. 4 (1955) HMV 34
- Orchesterstück Nr. 5 (1955) HMV 35
- Orchesterstück Nr. 6 (1956–57) HMV 38
- Orchesterstück Nr. 8 (1HMV 21) Sinfonie Nr. 1 (1948) HMV 41
- Orchesterstück Nr. 9 (1957–58) HMV 42
- Orchesterstück Nr. 10 (1958) HMV 43
- Orchesterstück (1959–60) HMV 48
- Stück für grosses Orchester (1960) HMV 49
- Stück für grosses Orchester (1960) HMV 50
- Stück für grosses Orchester, Klavier vierhändig und Schlagzeug (1960–61) HMV 52
- Stück für grosses Orchester (1961) HMV 53
- Stück für grosses Orchester und zwei Klaviere (1961–62) HMV 54
- Stück für grosses Orchester und Klavier vierhändig (1962) HMV 55
- Stück für grosses Orchester (1962–63) HMV 56
- Stück für grosses Orchester und drei Klaviere (1964) HMV 60
- Stück für grosses Orchester und Klavier vierhändig (1965) HMV 62
- Stück für Streicher, Bläser und zwei Klaviere für Oscar Niemeyer (1966–67) HMV 65
- Requiem für Orchester und zwei Klaviere (1967) HMV 66
- Stück für Streichorchester, zwei Hammondorgeln vierhändig und zwei Klaviere vierhändig (1967–68) HMV 68
- Stück für Streicher, Bläser und zwei Klaviere für Werner Heisenberg (1968) HMV 71

Elektronische Werke
- Elektronisches Stück (1975) HMV 79
- Elektronisches Stück (1975) HMV 80
- 19 3/5-Minuten-Stück für Elektronik (1976) HMV 81
- Elektronisches Stück (1976) HMV 82
- Klangschichten (1976) HMV 83
- Zweites elektronisches Stück (1977) HMV 84
- Fast ein Wiegenlied (1977) HMV 85
- Elektronisches Stück (1977) HMV 86
- Hommage à Judd (1978) HMV 87
- Flächen-Konstellationen (1978) HMV 88
- Elektronisches Stück (1979) HMV 89
- Flecken (1980) HMV 90
- Elektronisches Stück (1981) HMV 91
- Konstellationen für Klangplatten (1982) HMV 92
- 22 3/4 Minuten-Elektronikstück (1983) HMV 93
- Elektronisches Werk II (1986) HMV 97
- Elektronisches Stück (1987) HMV 98

## Diskographie
- Hermann Meier: works for piano solo, Edition Wandelweiser (EWR 0001)
- Kammermusik und Orchesterwerke 1960-69, darin: Stück für grosses Orchester; Stück für Orchester mit zwei Klavieren; Stück für Klavier, elektrische Orgel und Cembalo; Stück für Klavier vierhändig. Ensemble Neue Horizonte Bern, Basel Sinfonietta, Leitung: Jürg Henneberger, MGB 2010
- Grammont Sélection 6, Musiques Suisses Nr. 6, MGB CTS-M 140, 2013; enthält Requiem für Orchester und zwei Klaviere (1967) HMV 66
- hermann meier: works for piano solo 1949-1987, Edition Wandelweiser (EWR 1715/16)
- Wandmusik: Musik für Tasteninstrumente von Hermann Meier, Marc Kilchenmann, Herman van San, dbwaves (003) darin: Klangflächengefüge oder Wandmusik für Hans Oesch, Stück für zwei Klaviere (I vierhändig), zwei Cembali und elektrische Orgel (1970–71) HMV 75; Grosse Wand ohne Bilder für Klavier, Cembalo und elektrische Orgel je vierhändig (1988–89) HMV 100

## Sekundärliteratur
- Michelle Ziegler: „Nur bewegungslose, reglose Statik“. Hermann Meiers Stück für zwei Klaviere (1958). In: Mitteilungen der Paul Sacher Stiftung, Nr. 29, April 2016, S. 35–41 (online, pdf).
- Mondrian-Musik. Die graphischen Welten des Komponisten Hermann Meier, hrsg. von Heidy Zimmermann, Michelle Ziegler, Roman Brotbeck, Chronos Verlag Zürich 2017 (Symposiumsbericht und Ausstellungskatalog).